# La diagonale du fou
La Diagonale du fou är en schweizisk-fransk dramafilm från 1984 i regi av Richard Dembo.

## Utmärkelser
Filmen har bland annat vunnit Louis Delluc-priset 1984 och en Oscar för bästa internationella långfilm 1985.

## Roller (urval)
- Michel Piccoli – Akiva Liebskind
- Alexandre Arbatt – Pavius Fromm
- Liv Ullmann – Marina Fromm
- Leslie Caron – Henia Liebskind
- Wojciech Pszoniak – Felton
- Jean-Hugues Anglade – Miller
- Daniel Olbrychski – Tac-Tac, Liebskinds vän
- Michel Aumont – Kerossian, Liebskinds vän
- Hubert Saint-Macary – Foldes
- Serge Avedikian – Anton Heller
- Bernhard Wicki – Puhl